# Pas de deux och Brahms Ungerska danser
Pas de deux och Brahms Ungerska danser är en svensk kortfilm från 1911.  

## Handling
Dansparet framförde balettnumren  Pas de deux och Brahms Ungerska danser. 

## Om filmen
Filmen premiärvisades 10 februari 1911 på Apollo Stockholm. Fotograf vid inspelningen var Walfrid Bergström. 

## Rollista i urval
- Carl "Texas" Johannesson – Dansare
- Lisa Holm – Dansare